# Emre Kılınç
Emre Kılınç (Sakarya, 23 agosto 1994) è un calciatore turco, centrocampista del Samsunspor.

## Caratteristiche tecniche
È un centrocampista centrale.

## Carriera

### Club
Cresciuto nelle giovanili del Boluspor, ha esordito il 4 dicembre 2011 in un match perso 2-0 contro il Denizlispor.
Nel gennaio 2017 è stato acquistato dal Sivasspor.
Il 12 agosto 2020 viene acquistato dal Galatasaray.

### Nazionale
Dopo varie presenze nelle nazionali giovanili turche, nel 2019 ha esordito in nazionale maggiore.

## Statistiche

### Presenze e reti nei club
Statistiche aggiornate al 5 agosto 2023.
| Stagione           | Squadra            | Campionato         | Campionato | Campionato | Coppe nazionali | Coppe nazionali | Coppe nazionali | Coppe continentali | Coppe continentali | Coppe continentali | Altre coppe | Altre coppe | Altre coppe | Totale | Totale | Totale |
| Stagione           | Squadra            | Comp               | Pres       | Reti       | Comp            | Pres            | Reti            | Comp               | Pres               | Reti               | Comp        | Pres        | Reti        | Pres   | Reti   |        |
| ------------------ | ------------------ | ------------------ | ---------- | ---------- | --------------- | --------------- | --------------- | ------------------ | ------------------ | ------------------ | ----------- | ----------- | ----------- | ------ | ------ | ------ |
| 2011-2012          | Boluspor           | 1L                 | 4          | 0          | CT              | 1               | 0               |                    | -                  | -                  |             | -           | -           | 5      | 0      |        |
| 2012-2013          | Boluspor           | 1L                 | 12         | 2          | CT              | 1               | 0               |                    | -                  | -                  |             | -           | -           | 13     | 2      |        |
| 2013-2014          | Boluspor           | 1L                 | 31         | 3          | CT              | 0               | 0               |                    | -                  | -                  |             | -           | -           | 31     | 3      |        |
| 2014-2015          | Boluspor           | 1L                 | 32         | 10         | CT              | 0               | 0               |                    | -                  | -                  |             | -           | -           | 32     | 10     |        |
| 2015-2016          | Boluspor           | 1L                 | 30         | 3          | CT              | 6               | 2               |                    | -                  | -                  |             | -           | -           | 36     | 5      |        |
| 2016-gen. 2017     | Boluspor           | 1L                 | 16         | 2          | CT              | 0               | 0               |                    | -                  | -                  |             | -           | -           | 16     | 2      |        |
| Totale Boluspor    | Totale Boluspor    | Totale Boluspor    | 125        | 20         |                 | 8               | 2               |                    | -                  | -                  |             | -           | -           | 133    | 22     |        |
| gen.-giu. 2017     | Sivasspor          | 1L                 | 15         | 5          | CT              | 5               | 1               |                    | -                  | -                  |             | -           | -           | 20     | 6      |        |
| 2017-2018          | Sivasspor          | SL                 | 33         | 2          | CT              | 3               | 0               |                    | -                  | -                  |             | -           | -           | 36     | 2      |        |
| 2018-2019          | Sivasspor          | SL                 | 31         | 7          | TK              | 1               | 0               |                    | -                  | -                  |             | -           | -           | 32     | 7      |        |
| 2019-2020          | Sivasspor          | SL                 | 28         | 8          | TK              | 3               | 1               |                    | -                  | -                  |             | -           | -           | 31     | 9      |        |
| Totale Sivasspor   | Totale Sivasspor   | Totale Sivasspor   | 107        | 22         |                 | 12              | 2               |                    | -                  | -                  |             | -           | -           | 119    | 24     |        |
| 2020-2021          | Galatasaray        | SL                 | 35         | 4          | TK              | 3               | 0               | UEL                | 3                  | 0                  |             | -           | -           | 41     | 4      |        |
| 2021-2022          | Galatasaray        | SL                 | 27         | 3          | TK              | 1               | 0               | UCL+UEL            | 2+7                | 1+1                |             | -           | -           | 37     | 5      |        |
| lug.-set.2022      | Galatasaray        | SL                 | 2          | 0          | TK              | 0               | 0               | -                  | -                  | -                  |             | -           | -           | 37     | 5      |        |
| totale Galatasaray | totale Galatasaray | totale Galatasaray | 64         | 7          |                 | 4               | 0               |                    | 12                 | 2                  |             | -           | -           | 80     | 9      |        |
| set.2022-2023      | Ankaragücü         | SL                 | 28         | 2          | TK              | 4               | 0               | -                  | -                  | -                  |             | -           | -           | 32     | 2      |        |
| 2023-2024          | Samsunspor         | SL                 | 0          | 0          | TK              | 0               | 0               | -                  | -                  | -                  |             | -           | -           | 32     | 2      |        |
| Totale carriera    | Totale carriera    | Totale carriera    | 324        | 51         |                 | 28              | 4               |                    | 12                 | 2                  |             | -           | -           | 366    | 57     |        |

## Palmarès

### Club
- TFF 1. Lig: 1

Sivasspor: 2016-2017